# Орден святого Іоанна
Орден святого Іоанна Єрусалимського — королівський лицарський орден, започаткований у Великій Британії, є чинним у Співдружності Націй і США. Члени ордена, в основному, протестанти, члени інших християнських течій також можуть бути прийняті в орден. Почесне членство також надається деяким видатним прибічникам інших релігій. Членство в ордені можливе тільки на запрошення, й окремі особи не можуть прохати про прийом.

## Склад

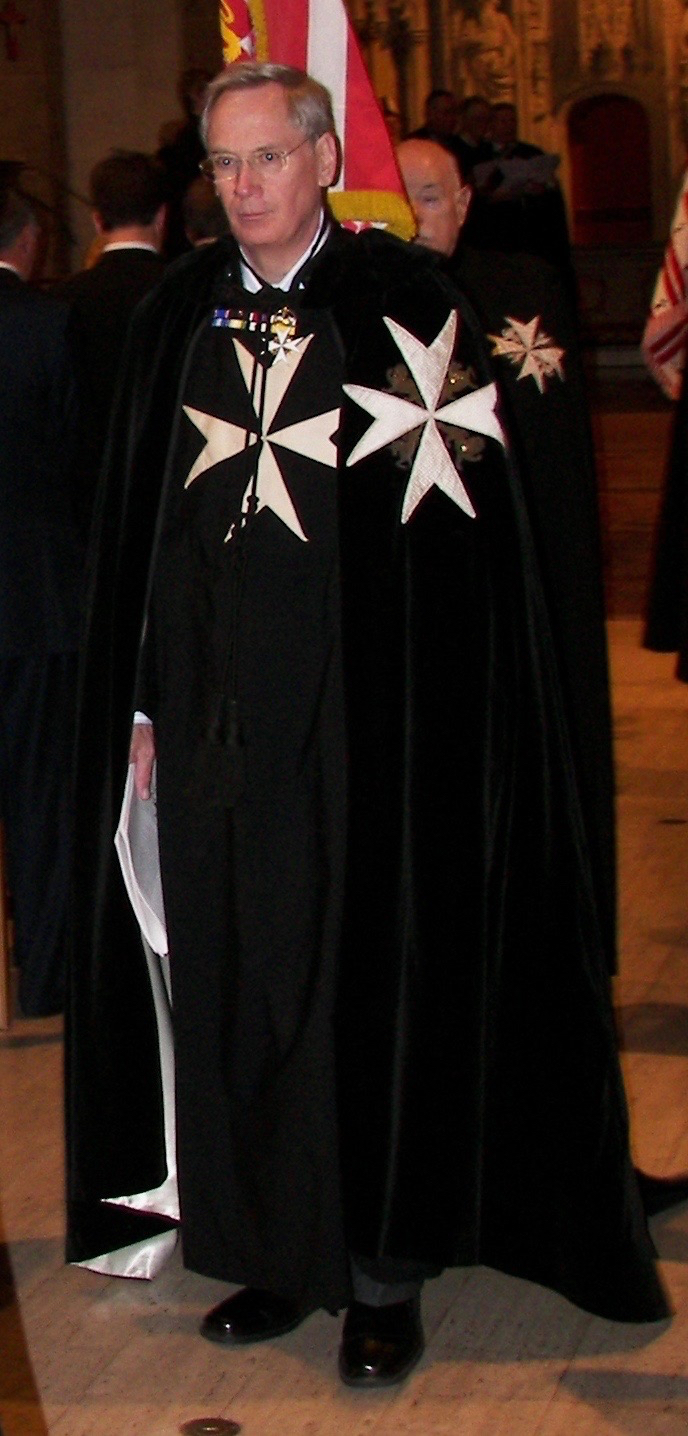
Принц Річард в інсингніях ордена

Монарх Великої Британії є Сувереном Ордена. Наступний за ним за старшинством член ордена — Великий Пріор. З 1974 року цей пост займає принц Річард, герцог Глостерський. Велика Рада ордена складається з п'яти Гранд-офіцерів і представників восьми ключових Пріоратів.
Герцогиня Глостерська і принцеса Анна — Дами Великого Хреста ордена.
Суверен Ордена здійснює всі призначення та приймає нових членів в орден цілковито на власний розсуд. Рекомендації надає Велика Рада.

## Класи
- I ступінь — Кавалери чи Дами Великого Хреста (G.C.St.J)
- II ступінь — Лицарі чи Дами Справедливості та Милосердя (K.St.J или D.St.J)
- III ступінь — Капелани (Ch.St.J) і Командори (C.St.J)
- IV ступінь — Офіцери (O.St.J)
- V ступінь — Члени (M.St.J.), Брати (S.B.St.J) і Сестри (S.S.St.J)
- VI ступінь — Есквайри (Esq.St.J)

### Офіцери ордена
Як мінімум, орден має 5 офіцерів:
1. Великий Пріор
2. Лорд-пріор святого Іоанна
3. Прелат
4. Помічник лорда-пріора, один чи два залежно від потреб
5. Суб-прелат